# Astriclypeidae
De Astriclypeidae zijn een familie van zee-egels (Echinoidea) uit de orde Clypeasteroida.

## Geslachten
- Amphiope L. Agassiz, 1840
- Astriclypeus Verrill, 1867
- Echinodiscus Leske, 1778
- Kieria Mihály, 1985 †
- Paraamphiope Stara & Sanciu, 2014
- Sculpsitechinus Stara & Sanciu, 2014